# Bychowo (województwo dolnośląskie)
Bychowo – wieś w Polsce położona w województwie dolnośląskim, w powiecie trzebnickim, w gminie Żmigród.

## Podział administracyjny
W latach 1975–1998 miejscowość administracyjnie należała do województwa wrocławskiego.

## Testy taboru kolejowego
W pobliżu wsi znajduje się tor doświadczalny Instytutu Kolejnictwa.

## Nazwa
W księdze łacińskiej Liber fundationis episcopatus Vratislaviensis (pol. Księga uposażeń biskupstwa wrocławskiego) spisanej za czasów biskupa Henryka z Wierzbna w latach 1295–1305 miejscowość wymieniona jest w zlatynizownej formie Bichowo. Miejscowość wymieniona jest w języku polskim jako Bichowa oraz w wersji zgermanizowanej Beichau w opisie Śląska wydanym w 1787 roku w Brzegu.

## Zabytki
Do wojewódzkiego rejestru zabytków wpisany jest:
- kościół filialny pw. św. Jana Nepomucena, z 1726 r.